# يوفون أخضر
اليوفون الأخضر (الاسم العلمي: Chlorophonia) هي جنس من طيور يتبع فصيلة الشراشير الحقيقية من رتبة العصفوريات.

## أنواع اليوفون الأخضر
- يوفون أصفر الطوق (الاسم العلمي:Chlorophonia flavirostris)
- يوفون أزرق القفا (الاسم العلمي:Chlorophonia cyanea)
- يوفون كستنائي الصدر (الاسم العلمي:Chlorophonia pyrrhophrys)
- يوفون أزرق التاج (الاسم العلمي:Chlorophonia occipitalis)
- يوفون ذهبي الحواجب (الاسم العلمي:Chlorophonia callophrys)